# Knjižnica Sarasvathi Mahal
Knjižnica Sarasvathi Mahal, imenovana tudi Thandžavur Maharadža Serfodžija Sarasvathi Mahal Library je knjižnica v Thandžavurju (Tandžore), Tamil Nadu, Indija. To je ena najstarejših knjižnic v Aziji, ki so jo v 16. stoletju ustanovili kralji Najaka iz Thandžavurja in ima na ogled redko zbirko rokopisov in papirja iz palmovih listov, napisanih v tamilščini in sanskrtu ter nekaterih drugih avtohtonih jezikih Indije (zlasti južne regionalni jeziki). Zbirka obsega dobrih 49.000 zvezkov, vendar je na ogled le majhen del teh. Knjižnica ima celoten katalog fondov, ki je dostopen na spletu. Nekatere redke fonde si lahko po predhodnem dogovoru ogledate na kraju samem. Enciklopedija Britannica omenja knjižnico kot Najznamenitejšo knjižnico Indije.

## Zgodovina
Knjižnico Sarasvathi Mahal so ustanovili kralji Najak iz Tandžavurja kot kraljevo knjižnico za zasebno intelektualno obogatitev kraljev in njihove družine, ki so vladali od leta 1535 do 1676 n. št.. Maratski vladarji, ki so zavzeli Thandžavur leta 1675, so spodbujali lokalno kulturo in nadalje razvijali knjižnico kraljeve palače do leta 1855. Najbolj opazen med maraškimi kralji je bil Serfodži II. (1798–1832), ki je bil ugleden učenjak v številnih vejah učenja in umetnosti. V svoji zgodnji mladosti je Sarfodži študiral pod vplivom nemškega častitljivega Schwartza in se naučil veliko jezikov, vključno z angleščino, francoščino, italijanščino in latinščino. Navdušeno se je posebej zanimal za obogatitev knjižnice, pri čemer je zaposlil številne pandite, da so zbirali, kupovali in kopirali ogromno del iz vseh priznanih centrov za učenje sanskrta v severni Indiji in drugih oddaljenih območjih.
Leta 1918 je bila knjižnica Sarasvathi Mahal odprta za javnost. Knjižnica je v kampusu palače Tandžavur.

## Varnost
Knjižnica je odprta za javnost; prav tako podpira prizadevanja za objavo redkih rokopisov iz zbirke in zagotavlja, da so vsi zvezki ohranjeni na mikrofilmu. Knjižnica je leta 1998 namestila računalnike za informatizacijo knjižnične dejavnosti. V prvi fazi se knjižnični katalogi shranijo v računalnik za enostavno iskanje informacij. Predlaga se tudi, da se rokopisi te knjižnice kmalu digitalizirajo.

## Zbirka
Večina rokopisov (39.300) je v tamilščini in sanskrtu. Rokopisi štejejo več kot 4500, obsegajo naslove iz književnosti in medicine. Knjižnica ima zbirko 3076 maratskih rokopisov iz južnoindijskega maharastrija iz 17., 18. in 19. stoletja; to vključuje hierarhijo svetnikov Maharaštre, ki pripadajo Sri Ramadasi in Datatreja Muts. Rokopisi v maratščini so večinoma na papirju, nekaj pa jih je bilo napisanih v teluški pisavi na palmovih listih. V fondu je 846 teluških rokopisov, večinoma na palmovih listih. V zbirki je tudi 22 perzijskih in urdujskih rokopisov, večinoma iz 19. stoletja. Knjižnica hrani tudi zdravstvene kartoteke učenjakov ajurvede, vključno s študijami primerov pacientov in intervjuji v rokopisih, razvrščenih v razdelek Dhanvantari.
Poleg teh rokopisov je v knjižnici na voljo 1342 svežnjev zapisov Marata Raj. Zapisi Raj so bili napisani v pisavi Modi (hitra pisava za devanagari) maratskega jezika. Ti zapisi zajemajo informacije o politični, kulturni in družbeni upravi maratskih kraljev Thandžavurja.

## Nekaj redkih knjig in rokopisov
- Slovar dr. Samuela Johnsona, objavljen leta 1784
- Slikovno Sveto pismo, natisnjeno v Amsterdamu leta 1791
- Almanah Madras, natisnjen leta 1807
- Lavoisierjeva Traité Élémentaire de Chimie ("Elementi kemije")
- Zapiski škofa Heberja o radži Serfodži II.
- Dopisna pisma Williama Torina iz Londona, ki je kupil veliko knjig za Radža Serfodžija II. in knjižnico Sarasvathi Mahal
- Starodavni zemljevidi sveta
- Dokumenti urbanističnega načrtovanja Thandžavurja, vključno s podzemnim drenažnim sistemom, cevnim sistemom za oskrbo s svežo vodo

## Knjižnični muzej
Prizadevanja za mikrofilmiranje in katalogiziranje vsebine so bila vložena že leta 1965, ko je bila Indira Gandhi ministrica za informacije in radiodifuzijo, indijska vlada je odobrila sklad za razvoj knjižnice. Od takrat ni bilo nobenih prizadevanj za skeniranje dokumentov in njihovo računalniško obdelavo z današnjo tehnologijo. Je tudi imenovani Center za ohranjanje rokopisov (MCC) v okviru Nacionalne misije za rokopise, ustanovljene leta 2003.